# Forlì
Forlì („Forum Livii” în latină) este un oraș în Italia. Forlì e un oraș în regiunea Emilia-Romagna, dar practic se găsește în Romagna, după spusele lui Dante în „De Vulgari elequentia”.
Are 116.700 locuitori (2022-05-31) și este capitala provinciei Forlì-Cesena.
„Cine cunoaște Forli știe bine ca acest oraș nu se aseamănă cu niciunul dintre orașele lumii. Are inima sa, o particularitate inteligentă, o lumea a sa inconfundabilă la vedere...” (Antonio Beltramelli)

## Etnii și minorități străine
Potrivit datelor Institutului Național de Statistică (ISTAT), la 1 ianuarie 2011, populația de origine străină rezidentă era de 13.338 de persoane.
Naționalitățile majoritar reprezentative erau:
| Poziția | Țara de origine            | Populația |
| ------- | -------------------------- | --------- |
| 1       | România                    | 2621      |
| 2       | Albania                    | 1920      |
| 3       | Republica Populară Chineză | 1607      |
| 4       | Maroc                      | 1421      |
| 5       | Ucraina                    | 640       |
| 6       | Burkina Faso               | 598       |
| 7       | Tunisia                    | 560       |
| 8       | Polonia                    | 512       |
| 9       | Macedonia de Nord          | 457       |
| 10      | Bangladesh                 | 297       |

## Demografie
Forlì - evoluția demografică

|  | Graficele sunt indisponibile din cauza unor probleme tehnice. Mai multe informații se găsesc la Phabricator și la wiki-ul MediaWiki. |

Date: Recensăminte sau birourile de statistică - grafică realizată de Wikipedia